# Dorycnium pentaphyllum
Espèce
Classification phylogénétique
Dorycnium pentaphyllum (la Dorycnie à cinq folioles ou badasse) est une espèce de plantes à fleurs de la famille des Fabaceae. C'est une petite plante herbacée méditerranéenne. 

## Écologie
Elle pousse en larges groupes sur sols secs et rocailleux. 

## Description
Ses feuilles sont assez caractéristiques, aux cinq folioles insérées sur un seul point.

## Propriétés
C'est une excellente plante mellifère faisant le lien entre la floraison du Thym et celle de la Lavande.
On la trouve associée au phasme espagnol, à la zygène d'Occitanie et à Zygaena lavandulae.